# باولو دي كاسترو
باولو دي كاسترو (بالإيطالية: Paolo De Castro)‏ هو اقتصادي وسياسي إيطالي، ولد في 2 فبراير 1958 في سان بييترو فيرنوتيكو في إيطاليا. حزبياً، نشط في الحزب الديمقراطي.

## مناصب
- في انتخابات البرلمان الأوروبي 2009، انتخب عضو في البرلمان الأوروبي عن دائرة إيطاليا لترشحه ضمن  قائمة الحزب الديمقراطي، وقد انضم خلال فترته النيابية (14 يوليو 2009 – 30 يونيو 2014)  للكتلة البرلمانية التحالف التقدمي للاشتراكيين والديمقراطيين.
- انتخب عضو مجلس الشيوخ الإيطالي.
- انتخب Italian Minister of Agriculture ‏ (14 سبتمبر 1999 – 22 ديسمبر 1999).
- انتخب Italian Minister of Agriculture ‏ (22 ديسمبر 1999 – ).
- انتخب Italian Minister of Agriculture ‏ (21 أكتوبر 1998 – 14 سبتمبر 1999).
- انتخب Italian Minister of Agriculture ‏ (17 مايو 2006 – 8 مايو 2008).
- انتخب عضو مجلس النواب في الجمهورية الإيطالية.
- في انتخابات البرلمان الأوروبي 2014، انتخب عضو في البرلمان الأوروبي عن دائرة شمال شرق إيطاليا [الإنجليزية]‏ لترشحه ضمن  قائمة الحزب الديمقراطي، وقد انضم خلال فترته النيابية (1 يوليو 2014 – )  للكتلة البرلمانية التحالف التقدمي للاشتراكيين والديمقراطيين.